# 1256
1256 (MCCLVI) je bilo prestopno leto, ki se je po julijanskem koledarju začelo na soboto.

## Dogodki

### Slovenija
- 4. januar - Umrlega koroškega vojvodo Bernarda Spanheimskega nasledi sin Ulrik III.
  - V Salzburški nadškofiji vržejo s stolice Bernardovega sina Filipa Spanheimskega in izvolijo rivala Ulrika iz Sekaua. Filip se zateče k bratu Ulriku III. 1257 ↔
- Prva omemba Šmartnega ob Paki.

### Mongolski imperializem
- januar - Mongolska armada, ki jo vodita Hulagu[1] in Baidžu začne z invazijami na Bližnjem vzhodu: ustanovitev kanata Ilkanat (1256–1335).
- oktober - Baidžu dobi nalogo, da od Kajkavsa II., seldžuškega sultana Sultanata Rum, izterja zaostali tribut. Baidžu premaga seldžuško vojsko, Kajkavs pobegne v bizantinsko Evropo. Verjetno je odgovoren za umor njegovega brata in sovladarja Kejkubada II., ki je za brezpogojno kapitulacijo proti Mongolom. Nehvaležna naloga pomiritve z Mongoli je na ramenih zadnjega od bratov Kilidža Arslana IV.
- 15. december - Mongoli pod vodstvom Hulaguja uničijo gorsko utrdbo Asasinov Alamut. Skupaj s trdnjavo je uničena glavna knjižnica tega reda teh Nizari Izmailitov.
- Mongoli načrtno uničujejo več kot 4000 let stare namakalne sisteme v Mezopotamiji, ki so jih postavili že Sumerci. Pustošenje Mezopotamije je del predpriprav na invazijo na ajubidsko Sirijo in bagdadski Abasidski kalifat.  V nekaj letih pade ocenjeno število 25 milijonov prebivalcev na slab milijon in pol. Namakalni sistemi niso nikoli več obnovljeni.
- Novi mongolski kan Zlate horde Sartak prispe v Karakorum, kjer se pokloni vrhovnemu kanu Möngkeju. Na poti nazaj domov umre, ni gotovo kako in zakaj. Nasledi ga sin (ali mlajši brat) Ulagači. 1257 ↔
- Möngke Kan odvzame južni Kavkaz[2] Zlati hordi in ga priključi Ilkanatu. 1262 ↔
- Popis prebivalstva v Mongolskem imperiju 1252-59.

### Gibelini vs. gvelfi
- 28. januar - Umorjen je holandski grof in nemški gvelfovski kralj Vilijem II. Holandski, ki se skupaj s konjem je na poti domov izgubil in prečkal zaledenelo jezero, ko je led popustil. Njegovo ranljivost izkoristijo nikoli pokorjeni Frizijci, ki so opazili grofovo nesrečo. 
  - V grofijah Holandija in Zeelandija ga nasledi mladoletni sin Florijan V.. Za skrbstvo nad njim in s tem regentstvo nad grofijama se borita njegov stric Florijan de Voogd in teta Adela Holandska.
  - Za nemško krono se potegujeta dva kandidata: takrat najbogatejši Anglež Rihard Cornwallski[3] in kastiljski kralj Alfonz X.[4]. Rihard Cornwallski dobi od sedmih elektorskih glasov štiri[5], "poraženi" Alfonz X. ostale tri.[6] 1257 ↔

- 25. avgust - Gvelfsko mesto Bologna odpravi tlačanstvo. Razlog je velika izguba nižjega plemstva v vojnah z gibelini. Po dekretu Liber Paradisus je osvobojenih okoli 6.000 tlačanov, ki si jih je lastilo okoli 400 plemičev. Le-ti so z odškodnino izplačani iz mestne zakladnice. Osvobojencem je dodeljeno državljanstvo in odmerjene so jim mestne četrti.
- Hujša epidemija prizadane vojski tako gibelinov kot gvelfov. Ena od žrtev je Friderikov nezakonski sin Friderik Antiohijski.

### Ostalo
- 4. maj - Ustanovitev Avguštincev: papež Aleksander IV. združi v dokumentu Licet ecclesiae catholicae razne redove in duhovne skupine, ki sledijo vodilom Svetega Avguština, v cerkveni red Avguštincev (Ordo Ermitarum Sancti Augustini, OESA)
- 30. junij - Zadnji izbruh ognjenika Harrat Rahat[7] nekaj kilometrov oddaljenega od Medine.
- Nikejski cesar Teodor II. Lasarkis izvede invazijo na Bolgarijo. Car Mihael Asen I. kapitulira in skleneta mirovni sporazum, po katerem se Bolgari odpovedo trgovskemu koridorju Via Ignatia. Bizantinci tako ponovno nadzorujejo celotno cesto od Drača do Konstantinopla, z izjemo le-tega samega, ki je (še) v latinskih rokah.
- Galicijski kralj Danilo Romanovič ustanovi mesto Lviv, zahodna Ukrajina.
- Bolgarija: po umoru bolgarskega carja Mihaela Asena I. se za Bolgare začne obdobje še večje politične in družbene nestabilnosti. Umorjenega carja nasledi njegov morilec in mlajši brat Kaliman Asen II., ki se nespametno poroči še z njegovo vdovo, kar pa razbesni tasta rusko-ogrskega plemiča Rostislava Mihajloviča. Še preden pa se le-ta polasti prestola, ga prehiti njegov svak Mico Asen. Ni zmano, kdo je potem morilec "mesečnega" carja Kalimana Asena II. 1257 ↔
- Vojna za Evbojo 1256–1258: začetek vojne za nadzor nad Triarhijo Evbojo, ki so ji sicer vladali trije lombardski baroni. Otok poskuša okupirati ahajski knez Vilijem II. Villehardouinški, interese otoški baronov ščitijo Benetke, atenski knez Gvido I. I de la Roche in še nekaj lombardskih baronov.
- Vojna Svetega Sabe: začetek pomorske vojne med Genovo in Benetkami za trgovske postojanke v križarskem Zamorju. Povod je izgon Benečanov iz Tira in spor okoli predela mesta v Akkonu, na katerem se nahaja samostan Svetega Sabe. 1257 ↔
- Anglija: ustanovljena je šola za dečke Abingdon School, Abingdon, Oxfordshire.
- Roger Bacon je sprejet v cerkveni red Frančiškanov (O.F.M.).
- Irska: irsko žepno kraljevino Breifne si razdelita klana O'Rourke and O'Reilly.
- Lizbona postane glavno mesto Portugalske. Kralj Alfonz III. prestavi tja dvor iz prejšnje prestolnice Coimbre.
- Umrlega velikega mojstra vitezov templarjev Renauda de Vichiersa nasledi Thomas Bérard, 20. veliki mojster po seznamu.
- Francoski učenjak Vincent iz Beauvaisa dokonča enciklopedijo »Speculum Maius« (Veliko ogledalo), eno najpomembnejših enciklopedij srednjega veka, ki je kompedij vsega takratnega znanja.
- Papež Inocenc IV. obsodi in prepove dela Vilijema iz Saint-Amourja, ki je bil predstavnik starega univerzitetnega klera, preden so le-tega z univerzitetnih kateder večinoma izrinila "beraška" redova dominikancev in frančiškanov. Vilijem je namreč na vse mogoče načine smešil in žalil učitelje iz teh redov.
- Akvinski promovira. Istega leta zaključi s Komentarjem h Lombardovim Sentencam (Scripta super libros sententiarum).

## Rojstva
- 6. januar - Gertruda Velika, nemška mistikinja in teologinja († 1302)

Neznan datum
- Adolf VI., grof Holstein-Schauenburga († 1315)
- Al-Mizzi, islamski pravnik († 1342)
- Ibn al-Banna, maroški matematik, astronom, sufi († 1321)
- Muhamed III., emir Granade († 1310)
- Robert Clermonški, grof Clermonta († 1317)

## Smrti
- 4. januar - Bernard Spanheimski, koroški vojvoda
- 28. januar - Vilijem II., holandski grof, nemški kralj (* 1228)
- 12. april - Margareta Burbonska, šampanjska grofica, navarska kraljica (* 1211)
- 1. maj - Mafalda Portugalska, infantinja, kastiljska kraljica, blažena (* 1197)
- 13. junij - Tankej, japonski kipar (* 1173)
- 1. september - Kudžo Joricune, 4. japonski šogun (* 1218)
- 14. oktober - Kudžo Joricugo, 5. japonski šogun (* 1239)
- 24. december - Peter Nolasko, špansko-francoski vitez, svetnik, ustanovitelj Marijinega reda za odkup jetnikov (* 1180)

Neznan datum
- An-Nasir Davud, ajubidski emir Keraka (* 1206)
- Friderik Antiohijski, gibelinski vojskovodja, nezakonski sin Friderika II. Hohenstaufna (* 1223)
- Imam Rukn al-Din Khuršah, zadnji poglavar Asasinov, poveljnik utrdbe Alamut
- Jakob Anatoli, provansalski prevajalec judovskega rodu (* 1194)
- Janez iz Holywooda, angleški astronom (* 1195)
- Kejkubad II., sultan Sultanata Rum
- Marija Brabantska, bavarska vojvodinja (* 1226)
- Mihael II. Asen, bolgarski car (* 1238)
- Renaud de Vichiers, veliki mojster vitezov templarjev
- Sartak, mongolski kan Zlate horde